# Glencoe (Alabama)
Glencoe – miasto w Stanach Zjednoczonych, w stanie Alabama, w hrabstwie Etowah. W roku 2023 miasto zamieszkiwały 5404 osoby, a gęstość zaludnienia wynosiła 122,5 osoby/km².